# 카스테르만
카스테르만(Casterman)은 1776년 도나 카스테르만(Donat Casterman)이 벨기에 투르네에 설립한 것을 시초로, 현재 프랑스 파리시와 벨기에 투르네에 거점을 두고 있는 세계의 유명 만화들의 판권을 가지고 있는 출판사이다.
1934년 에르제가 잡지 소년 20세기(Le Petit Vingtième)에 땡땡의 모험시리즈를 연재함으로써 만화 전문 출판사로 진출 할 수 있는 계기가 되었으며, 1978에서 1997년까지 출간된 아 쉬브르(A suivre)에 우고 프랏트의 코르토 말테제시리즈를 연재하기도 하였다.

현재 프랑스어권 만화 뿐만 아니라 소수의 일본만화와 한국만화도 번역&연재하고 있다.